# Factor S
El factor S astrofísico {\displaystyle S(E)} es la variante reescalada de la sección transversal {\displaystyle \sigma (E)} que considera la repulsión culombiana entre reactantes cargados.

## Definición
La cantidad se define como
{\displaystyle S(E)\equiv {\frac {E}{\exp(-2\pi \eta )}}\sigma (E)}.
Aquí, η es el parámetro de Sommerfeld adimensional,
{\displaystyle \eta \equiv {\frac {Z_{1}Z_{2}e^{2}}{4\pi \epsilon _{0}\hbar v}}}
en donde
- Z1 Z2 e2 es el producto de las cargas de los reactantes, y
- v es la magnitud de la velocidad relativa incidente.

## Motivación
La barrera de Coulomb causa que la sección transversal tenga una dependencia exponencial fuerte en la energía del centro de masa E E. El factor S remedia esto factorizando la componente de Coulomb de la sección transversal.